# Genski tok
Genski tok (također znan kao genska migracija) u populacijskoj je genetici transfer alelâ ili genâ iz jedne populacije u drugu.
Migracija u neku populaciju ili izvan nje može biti odgovorna za zamjetnu promjenu u alelnoj frekvenciji (udjelu članova koji nose određenu varijantu gena). Imigracija može također rezultirati dodavanjem novih genskih varijanata u uspostavljenu gensku zalihu (genski pool) jedne određene vrste ili populacije.
Mnogo je faktora koji utječu na stopu genskog toka između različitih populacija. Jedan od najznačajnijih faktora jest mobilnost jer veća mobilnost neke jedinke teži joj dati veći migratorni potencijal. Životinje nastoje biti mobilnije od biljaka iako pelud i sjeme mogu biti preneseni na velike udaljenosti životinjama ili vjetrom.
Održani genski tok među dvjema populacijama može također dovesti do kombinacije dvaju genskih tokova reducirajući gensku varijaciju između dviju grupa. Upravo je to razlog da genski tok snažno djeluje protiv specijacije, rekombinirajući genske tokove grupa i time popravljajući razvijajuće razlike u genskoj varijaciji koje bi dovele do potpune specijacije i stvaranja vrsta kćeri.
Na primjer, ako vrsta trave raste na objema stranama autoceste, pelud će se vjerojatno prenijeti s jedne na drugu stranu i obratno. Ako taj pelud može oploditi biljku na mjestu na koje dospije i proizvede održiva potomka, onda su se aleli u peludu učinkovito premjestili iz populacije na jednoj strani autoceste u drugu.

## Više informacija
- biološka disperzija
- genska erozija
- genska primjesa
- genska zaliha

## Vanjske poveznice
- Co-Extra research on gene flow mitigation
- Transcontainer research on biocontainment  Arhivirana inačica izvorne stranice od 26. rujna 2011. (Wayback Machine)
- SIGMEA research on the biosafety of GMOs  Arhivirana inačica izvorne stranice od 7. listopada 2011. (Wayback Machine)